# العلاقات الجورجية السلوفينية
العلاقات الجورجية السلوفينية هي العلاقات الثنائية التي تجمع بين جورجيا وسلوفينيا.

## مقارنة بين البلدين
هذه مقارنة عامة ومرجعية للدولتين:
| وجه المقارنة                                              | جورجيا                          | سلوفينيا                                                      |
| --------------------------------------------------------- | ------------------------------- | ------------------------------------------------------------- |
| المساحة (كم2)                                             | 69.70 ألف                       | 20.27 ألف                                                     |
| عدد السكان (نسمة)                                         | 3.72 مليون                      | 2.07 مليون                                                    |
| الكثافة السكانية (ن./كم²)                                 | 53.37                           | 102.12                                                        |
| العاصمة                                                   | تبليسي، كوتايسي                 | ليوبليانا                                                     |
| اللغة الرسمية                                             | اللغة الجورجية، اللغة الأبخازية | اللغة السلوفينية، اللغة الإيطالية، لغة مجرية                  |
| العملة                                                    | لاري جورجي                      | يورو، تولار سلوفيني                                           |
| الناتج المحلي الإجمالي (بليون دولار)                      | 15.16 مليار                     | 48.77 مليار                                                   |
| الناتج المحلي الإجمالي (تعادل القوة الشرائية) بليون دولار | 35.68 مليار                     | 66.01 مليار                                                   |
| الناتج المحلي الإجمالي الاسمي للفرد دولار أمريكي          | 3.79 ألف                        | 20.73 ألف                                                     |
| الناتج المحلي الإجمالي للفرد دولار أمريكي                 |                                 | 30.40 ألف                                                     |
| مؤشر التنمية البشرية                                      | 0.754                           | 0.880                                                         |
| رمز المكالمات الدولي                                      | +995                            | +386                                                          |
| رمز الإنترنت                                              | .ge، .გე ‏                       | .si                                                           |
| المنطقة الزمنية                                           | ت ع م+04:00                     | توقيت وسط أوروبا، ت ع م+01:00، ت ع م+02:00، أوروبا/ليوبليانا ‏ |

## مدن متوأمة
في ما يلي قائمة باتفاقيات التوأمة بين مدن جورجية وسلوفينية:
- ترتبط تبليسي مع ليوبليانا باتفاقية توأمة منذ 1975.

## منظمات دولية مشتركة
يشترك البلدان في عضوية مجموعة من المنظمات الدولية، منها:
| علم المنظمة | اسم المنظمة                             | تاريخ انضمام جورجيا | تاريخ انضمام سلوفينيا |
| ----------- | --------------------------------------- | ------------------- | --------------------- |
|             | اتفاقية السماوات المفتوحة               | ?                   | ?                     |
|             | يونسكو                                  | 7 أكتوبر 1992       | 27 مايو 1992          |
|             | الفريق المعني برصد الأرض                | ?                   | ?                     |
|             | مؤسسة التمويل الدولية                   | 29 يونيو 1995       | 25 فبراير 1993        |
|             | مجلس أوروبا                             | 27 أبريل 1999       | ?                     |
|             | مؤسسة التنمية الدولية                   | 31 أغسطس 1993       | 25 فبراير 1993        |
|             | منظمة التجارة العالمية                  | 14 يونيو 2000       | ?                     |
|             | منظمة الأمن والتعاون في أوروبا          | 24 مارس 1992        | 24 مارس 1992          |
|             | المنظمة الأوروبية لسلامة الملاحة الجوية | 2012                | 1995                  |
|             | الاتحاد البريدي العالمي                 | ?                   | ?                     |
|             | الاتحاد الدولي للاتصالات                | 7 يناير 1993        | 16 يونيو 1992         |
|             | الأمم المتحدة                           | 31 يوليو 1992       | 22 مايو 1992          |
|             | البنك الدولي للإنشاء والتعمير           | 7 أغسطس 1992        | 25 فبراير 1993        |
|             | المنظمة الهيدروغرافية الدولية           | ?                   | ?                     |

## وصلات خارجية
- موقع وزارة الخارجية الجورجية
- موقع وزارة الخارجية السلوفينية